# Pan Twardowski

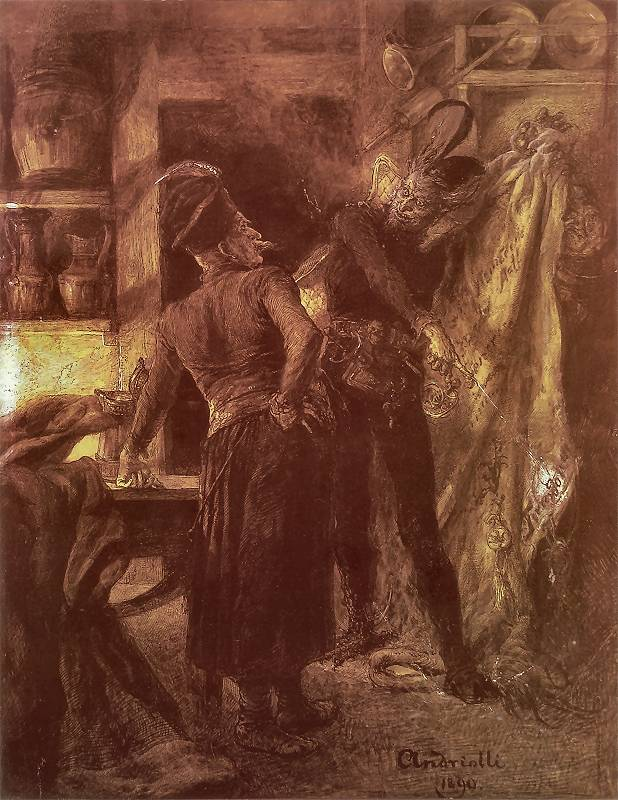
Pan Twardowski und der Teufel. Zeichnung von Michał Elwiro Andriolli

Pan Twardowski, bekannt als Polnischer Faust, ist die Hauptfigur dutzender polnischer Werke, die in verschiedenen, voneinander abweichenden Varianten die Geschichte des ungewöhnlich gebildeten Szlachcic Jan Twardowski aus Krakau erzählen. Kern seiner Geschichte ist, dass er als Polnischadliger dem Teufel seine Seele verkauft, um als Gegenleistung unendlich große Macht, großen Einfluss und Ruhm zu erhalten, und schließlich ein tragisches Schicksal erleidet.
Diese Geschichte weist zahlreiche Parallelen zu Goethes Tragödie Faust auf, die auf dem ungefähr zur gleichen Zeit lebenden Johann Georg Faust basiert. Ob zwischen beiden Geschichten eine Beziehung besteht, ist nicht bekannt.

## Die Legende

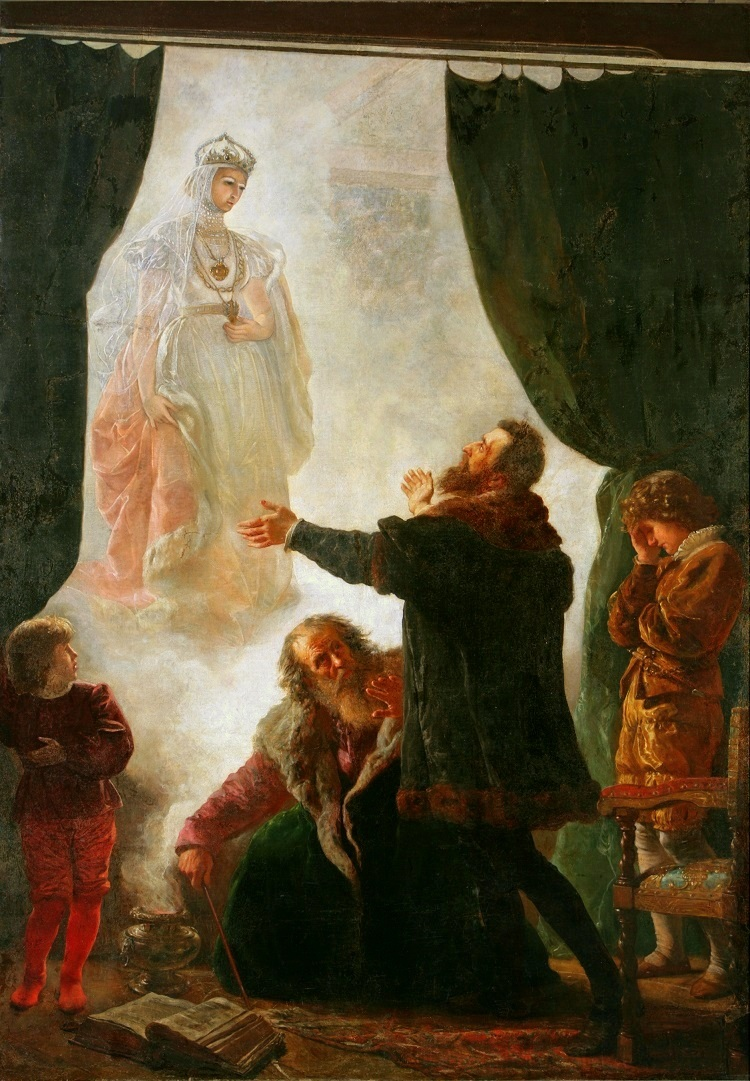
Pan Twardowski lässt den Geist der Königin Barbara Radziwiłł vor König Sigismund II. August erscheinen, Gemälde von Wojciech Gerson (19. Jahrhundert)

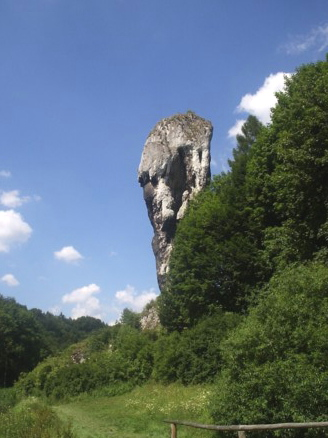
Der „Teufelsfelsen“ (Czarcia Skała) am Schloss Pieskowa Skała. Der Legende nach stellte der Teufel ihn auf Befehl Twardowskis auf seine Spitze.

Der Legende nach lebte während der Jahre 1565–1573 in Krakau ein ungewöhnlich gebildeter Szlachcic, der Jan Twardowski hieß. Man rief ihn mit Pan oder Pan Twardowski, der offiziellen Anrede polnischer Adeliger. Twardowski verbrachte den ganzen Tag im Arbeitszimmer und studierte schon seit seiner Jugend alte Bücher, um Herr über Alter, Krankheit und Tod zu werden. Hatte er jahrzehntelang vergeblich nach einem Weg geforscht, wie man zu unendlich großer Macht, großem Einfluss und Ruhm gelangt, so las er eines Tages in einem alten Buch davon, wie man den Teufel herbeiruft. Er sah darin die einzige Möglichkeit, doch noch zum Ziel zu gelangen, und glaubte, den Teufel locker überlisten zu können, indem er beim Pakt mit dem Teufel die Klausel unterbrächte, nach der sich der Leibhaftige seiner Seele nur in Rom bemächtigen dürfe – einem Ort, den Twardowski niemals zu besuchen beabsichtigte. Der ungewöhnlich schlaue Twardowski führte daher alles gemäß den Anleitungen des alten Buches durch, schloss mit dem Teufel wie geplant einen Pakt und erhielt kraft dieses Vertrages, der ihm den Teufel untertan machte, rasch große Macht, Ruhm, Reichtum bzw. Einfluss und wurde sogar Höfling am Königshof von Zygmunt II August – jenem König, der sich nach dem Tod seiner Frau Barbara Radziwiłł mit Astrologen, Alchemisten und Zauberern umgab.
Alles wurde erfüllt, was immer der anspruchsvolle, fantasievolle Twardowski befahl:
Mithilfe des Teufels reiste Twardowski auf einem Hahn, der schneller lief als ein Pferd, schwamm Twardowski die Weichsel gegen den Strom und ohne Paddeln hinauf, ließ Twardowski das Silber aus ganz Polen an eine einzige Stelle bei Olkusz zusammentragen, wodurch die berühmte Silberhütte bei Olkusz entstand, ließ Twardowski 30 km von Krakau entfernt im Ojcowski-Nationalpark unterhalb des Schlosses Pieskowa Skała den im Volksmund genannten Czarcia Skała (‚Teufelsfelsen‘) mit der Spitze in den Boden rammen und beschwor Twardowski den Geist der 1551 verstorbenen polnischen Königin Barbara Radziwiłł im Auftrag des trauernden Königs Zygmunt II. August. Für Letzteres verwendete er den magischen Twardowski-Spiegel, der sich heute in Węgrów befindet. In einem stillgelegten Steinbruch bei Krakau entstanden durch des Teufels Handwerk auch die Skałki Twardowskiego („Twardowski-Felsen“), die nach einer Explosion in Twardowskis Laboratorium zurückblieben.
Als er eines Tages Gefallen an einer Jungfrau fand, wollte er sie heiraten. Sie wurde ihm angetraut. Pani Twardowska, seine nun polnischadlige Ehefrau, formte am Krakauer Markt aus Lehm ein Haus. Darin verkaufte sie Töpfe und Schüsseln. Twardowski, als reicher Herr gekleidet, kam mit einem vielköpfigen Hofstaat angeritten und befahl seinem Gefolge, alles zu zerschlagen. Und als die Frau in ihrem Zorn alles, was lebte, verwünschte, lachte er laut und fröhlich in seiner prächtigen Kalesche.

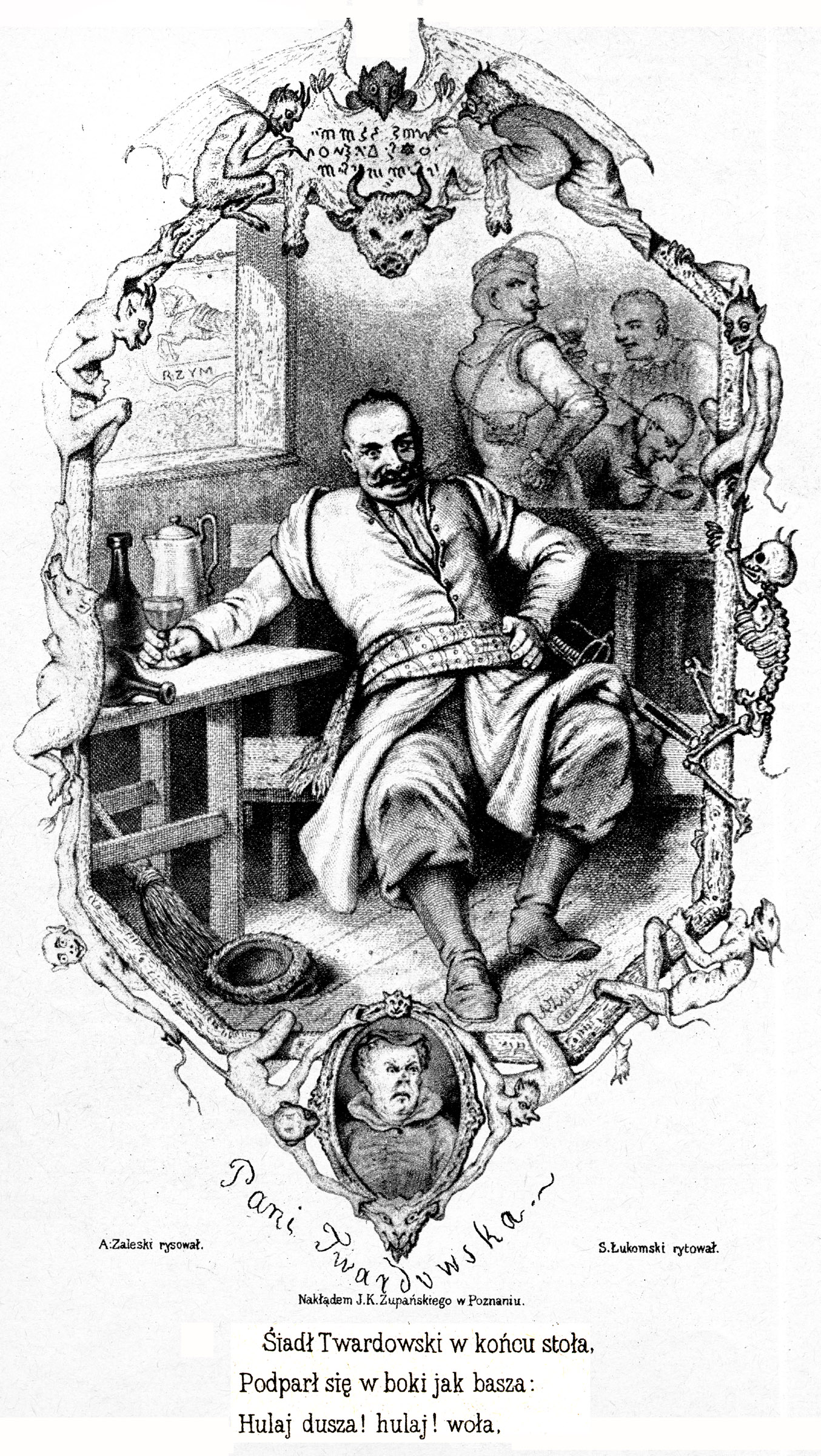
Twardowski im Gasthaus Rzym. Holzschnitt zur Mickiewicz-Ballade (19. Jh.)

Der Teufel war des Dienens überdrüssig, aber es gab kein Mittel gegen Twardowski. Kein Erinnern an das Datum im Schuldschein half, keine Warnung vor der Hölle – Twardowski hatte nur eine Antwort: „Meine Seele gebe ich dir, wie versprochen, in Rom.“
Also beschloss der Teufel, die Seele Twardowskis durch eine List zu bekommen. In der Gestalt eines Höflings kam er zu Twardowski und bat ihn um Hilfe für seinen erkrankten Herrn. Twardowski, gierig nach Lob und Bestätigung, zog sich schnell an und ließ sich vom Diener zu dem kranken Herrn begleiten, ohne eine Niedertracht vorauszuahnen. Der Teufel führte Twardowski gerne in das Gasthaus, das nicht anders hieß als Rzym (poln. für Rom). Kaum hatte er die Schwelle jenes Hauses überschritten, ließen sich Scharen von Raben, Eulen und Uhus auf dem Dach nieder und erfüllten die Luft mit ihren durchdringenden Stimmen. Erst jetzt bemerkte Twardowski die Aufschrift am Fenster des Gasthauses. Er erkannte sofort, welche Gefahr ihm hier drohte. In einer Ecke des Raumes bemerkte er eine Wiege und darin ein Kind. Er lief schnell hin, nahm das Kind auf die Arme und fühlte sich sicher. Er wusste, dass der Teufel kein Recht hat, die Seele des Kindes zu nehmen. Solange er es in den Armen hielt, hatte er nichts zu befürchten. Da erzürnte der Teufel: „Solch ein Szlachcic bist du!“, rief er, „du verbirgst dich hinter einem Kind und brichst dein ‚Verbum nobile‘ (Ehrenwort eines Szlachcic)!“ Da zuckte Pan Twardowski zusammen und gab das Kind zurück in die Wiege, weil das Verbum nobile für einen Szlachcic eine heilige Sache war. Der Teufel hatte darauf nur gewartet. Er packte Twardowski am Kontusz und führte ihn aus dem Gasthaus.
Während Twardowski vom Teufel abgeführt wurde, begann er plötzlich reuevoll zur Schwarzen Madonna von Częstochowa zu beten. Diese veranlasste den Teufel tatsächlich, sein Opfer loszulassen. Statt in die Hölle stürzte Twardowski deshalb auf den Mond, wo er bis heute lebt. Gesellschaft leistet ihm nur sein Gehilfe, den er einst in eine Spinne verwandelt hatte, die er nun zeitweise an einem Faden zur Erde herablässt, um sich von dort Neuigkeiten berichten zu lassen.

## Historischer Hintergrund
Deutsche Historiker vermuten, dass der historische Pan Twardowski ursprünglich ein in Nürnberg geborener Deutschadeliger war, der in Wittenberg Medizin studiert hatte, bevor er sich 1565 in Krakau niederließ. Sein hypothetischer Name Laurentius Dhur wurde latinisiert zu Durus und in der Formulierung ins Polnische übersetzt als Twardowski (durus und twardy bedeuten ‚hart‘ jeweils im Lateinischen und Polnischen). Es wird auch spekuliert, ob die Legende vom Leben des englischen Mathematikers, Astronomen, Astrologen, Geographen und Mystikers John Dee oder des englischen Alchemisten und Spiritisten Edward Kelley inspiriert wurde. Beide lebten eine Weile lang in Krakau.
Der Name Pan Twardowski führte im 20. Jahrhundert zu einiger Verwirrung, weil der polnische Lyriker, Religionspädagoge und römisch-katholische Priester Jan Twardowski zunächst den vollständigen Namen der Sagengestalt trug und die persönliche Anrede bei ihm als Pan Twardowski (poln. ‚Herr Twardowski‘) stets Assoziationen mit der Sagengestalt mit sich brachte, obwohl viele Schriftsteller in ihren Werken gar keinen Vornamen der Sagengestalt erwähnen.

## Rezeption
Die Legende von Twardowski inspirierte zahlreiche Künstler. Allerdings gibt es – im Gegensatz zu der des Doktor Faust, die heute unauflöslich mit der Bearbeitung Johann Wolfgang von Goethes verbunden ist – keine „kanonisierte“ Version. Somit ist Twardowski in Polen, anders als Faust in Deutschland, bis heute eher ein Bestandteil der Folklore als der gehobenen Literatur.
Der vielleicht bekannteste Autor, der sich des Stoffs annahm, ist Adam Mickiewicz. In seiner 1822 erschienenen komischen Ballade Pani Twardowska („Frau Twardowski“) kann der Szlachcic Twardowski mit einer anderen List seinem Schicksal entgehen: Er verweist auf die Bedingung, dass der Teufel (in diesem Fall „Mefistofeles“ genannt), ehe er sich Twardowskis Seele bemächtigen kann, drei Wünsche „bis auf das i-Tüpfelchen“ erfüllen muss. Nachdem der Teufel zwei unmöglich scheinende Aufgaben erfüllt, kommt die schwerste. Twardowski verlangt, dass der Teufel an seiner statt ein Jahr mit Frau Twardowski in Treue und Gehorsam verbringen müsse. Wie Twardowski vermutet, wartet der Teufel nicht mal den Beginn dieser Prüfung ab und flüchtet durch ein Schlüsselloch, womit Twardowski gerettet ist. Pani Twardowska wurde 1869 von Stanisław Moniuszko vertont und erschien 1987 als Comic.
Das Motiv des Pan Twardowski taucht auch in einigen Werken der russischen Literatur auf, so etwa bei Alexander Nikolajewitsch Radischtschew.

### Musik
- 1822: Pan Twardowski, Oper von Alexij Verstovskij
- 1869: Pani Twardowska, Ballade für Soli, Chor und Orchester von Stanisław Moniuszko (Vertonung der gleichnamigen Mickiewicz-Ballade)
- 1874: Pan Twardowski, Ballett von Adolf Gustaw Sonnenfeld
- 1894: Twardowsky, Rhapsodie von Ferdinand Pfohl nach einer Dichtung von Otto Kayser
- 1921: Pan Twardowski, Ballett von Ludomir Różycki mit einem Libretto in Anlehnung des Romans von Józef Ignacy Kraszewski
- 1990: Pan Twardowski, Musical von Janusz Grzywacz und Włodzimierz Jasiński

### Film
- 1917: Pan Twardowski, Film von Ladislas Starevitch
- 1921: Pan Twardowski, Film von Wiktor Biegański
- 1936: Pan Twardowski, Film von Henryk Szaro nach einem Drehbuch von Wacław Gąsiorowski
- 1995: Dzieje Mistrza Twardowskiego [„Die Geschichte von Meister Twardowski“], Film von Krzysztof Gradowski nach dem Roman von Józef Ignacy Kraszewski

### Computerspiel
- 2015: The Witcher 3: Wild Hunt – Hearts of Stone

## Mit Pan Twardowski assoziierte Orte

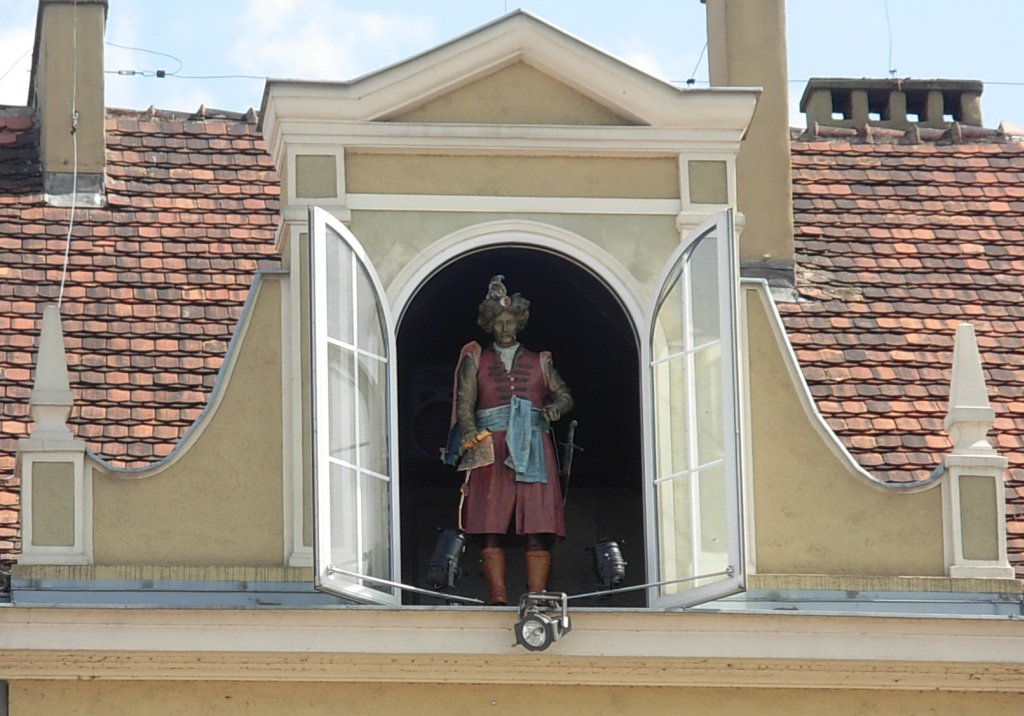
Pan Twardowski Statue in Bydgoszcz

Pan Twardowski soll in oder in der Nähe von Krakau gelebt haben, seinerzeit die Hauptstadt des Königreich Polens.
Verschiedene Häuser in Krakau erheben den Anspruch, Pan Twardowskis Wohnhaus zu sein. Der Magier könnte genauso gut irgendwo in der City nahe dem Rynek Główny, der Ulica Grodzka oder im Dorf Krzemionki gegenüber der Weichsel (heute Stadtteil von Krakau) gelebt haben.
In ganz Polen gibt es unzählige Gasthäuser mit dem Namen Rzym (Rom), die alle für sich beanspruchen, die Lokalität zu sein, in welche der Teufel einst Pan Twardowski führte. Das älteste dieser Gasthäuser ist jedoch aus dem 17. Jahrhundert und entstand hundert Jahre nach Twardowskis Tod. Das Karczma Rzym in Sucha Beskidzka ist unter den Twardowski-Lokalitäten die wahrscheinlich bekannteste Lokalität.
Der Twardowski-Spiegel befindet sich heute in einer Kirche von Węgrów. Einer fortgesetzten Legende zufolge zeigte er jedem zukünftige Ereignisse, der vor diesen Spiegel trat. So soll 1812 Napoléon Bonaparte darin seine Niederlage in Russland vorhergesehen und daraufhin den Spiegel beschädigt haben.
Die Skałki Twardowskiego im Park Skały Twardowskiego entwickelten sich zu einem beliebten Ausflugsziel, seitdem um sie 1990 ein See angelegt wurde.
Die Figur des Pan Twardowski erscheint täglich um 13:13 und um 21:13 Uhr im Erker-Fenster des Hauses Nr. 15 auf dem Altmarkt (Stary Rynek 15) in Bromberg (Bydgoszcz).